# Associazione Calcio Prato
Pour les articles homonymes, voir Prato (homonymie).
Maillots
Actualités
L’Associazione Calcio Prato Società Sportiva Dilettantistica, abrégée en AC Prato ou plus communément Prato est un club italien de football. Il est basé à Prato dans la Province de Prato, en Toscane.
Lors de la saison 2025-2026, le club évolue en Serie D (D4).

## Historique
- 1908 - Fondation du club en tant que Società Sportiva Emilio Lunghi.

## Identité du club

### Changements de nom
- 1908-1912 : Società Sportiva Emilio Lunghi
- 1912-1937 : Prato Sport Club
- 1937-2018 : Associazione Calcio Prato
- 2018- : Associazione Calcio Prato Società Sportiva Dilettantistica

### Logo

Évolution du logo
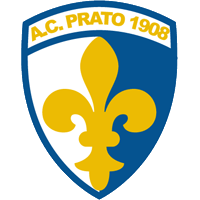
Ancien logo du club
Logo actuel du club

## Palmarès
- 1971 - Champion d'Italie juniors
- 2001 - Coupe de Série C et promotion en Série C1

## Joueurs emblématiques
- Alessandro Diamanti
- Mario Genta
- Nicola Legrottaglie
- Rino Marchesi
- Alessandro Matri
- Fulvio Nesti
- Massimo Oddo
- Achille Piccini
- Armando Segato
- Mario Stancanelli
- Christian Vieri
- Max Vieri
- Raúl Banfi
- Ghislain Akassou